# Cioceni, Prahova
Cioceni este un sat în comuna Albești-Paleologu din județul Prahova, Muntenia, România.
Până în anul 1945 a fost alipit comunei Tomșani. Din acest an satul Cioceni s-a alipit comunei Albești-Paleologu.